# Johann Caspar von Stael zu Sutthausen
Johann Caspar von Stael zu Sutthausen (* 21. November 1724; † 29. März 1803) war Subdiakon sowie Domherr in Osnabrück und Münster.

## Leben
Johann Caspar von Stael zu Sutthausen wurde als Sohn des Matthias Ernst Wilhelm von Stael zu Sutthausen und dessen Gemahlin Anna Theodora Barbara von Ketteler zu Harkotten geboren. Nach einem Vorstudium in Rom kam er im Jahre 1747 in den Besitz einer Dompräbende in Osnabrück. Im gleichen Jahre verzichtete sein Onkel Friedrich Christian von Ketteler auf seine münstersche Präbende und überließ Johann Caspar diese Pfründe. Er war im Besitz der Obedienz Ostenfelde sowie des Oblegiums Brirup. Johann Caspar empfing die Weihe zum Subdiakon. Er war als Propst in Wildeshausen tätig und wurde im Jahre 1801 Domsenior in Osnabrück.